# Starcie pod Truskawką
Starcie pod Truskawką – potyczka między żołnierzami Pułku AK „Palmiry-Młociny” a oddziałem Wehrmachtu w sile kompanii, stoczona 3 sierpnia 1944 roku w rejonie wsi Truskawka w Puszczy Kampinoskiej. Za cenę stosunkowo niewielkich strat własnych Polacy zdołali niemal całkowicie zniszczyć niemiecki oddział. Zwycięstwo pod Truskawką znacząco poprawiło nastroje w kampinoskich oddziałach Armii Krajowej, nadwątlone wcześniejszą porażką w natarciach na lotnisko bielańskie.

## Preludium
Po wybuchu powstania warszawskiego walki objęły również położoną na północny zachód od stolicy Puszczę Kampinoską. Struktury Armii Krajowej z terenów przedwojennych gmin Czosnów, Młociny oraz ze wschodniej części gminy Zaborów – obejmujących m.in. wschodnią część puszczy – wchodziły w skład VIII Rejonu „Łęgów” VII Obwodu „Obroża” Okręgu Warszawskiego AK. Rejonem tym dowodził kpt. Józef Krzyczkowski ps. „Szymon”. W przeddzień powstania podległe mu struktury AK mogły wystawić dwa bataliony piechoty o sile pięciu kompanii pierwszej linii. Piętą achillesową owych oddziałów pozostawało jednak uzbrojenie. Kapitan „Szymon” oceniał w swych wydanych po wojnie wspomnieniach, że po zakończeniu mobilizacji w lipcu 1944 jego rejon mógł wystawić do walki zaledwie ok. 350-400 uzbrojonych żołnierzy. Szczęśliwie dla strony polskiej układ sił w Puszczy Kampinoskiej uległ jednak diametralnej zmianie pod koniec lipca 1944, gdy w Dziekanowie Polskim stanęło Zgrupowanie Stołpecko-Nalibockie AK przybyłe z Puszczy Nalibockiej na Kresach Wschodnich. Liczyło ono 861 dobrze uzbrojonych żołnierzy, a na jego czele stał por. Adolf Pilch ps. „Góra” – „cichociemny”, doświadczony partyzant prowadzący od jesieni 1943 walkę z Niemcami i partyzantką sowiecką. Początkowo kręgi konspiracyjne przyjęły „Górę” i jego żołnierzy z dużą nieufnością, gdyż ciążyły na nich oskarżenia o współpracę z Niemcami. Ostatecznie Komenda Główna AK zgodziła się jednak na włączenie zgrupowania nalibockiego w skład VIII Rejonu.
W myśl planów powstańczych głównym zadaniem VIII Rejonu miało być opanowanie lotniska bielańskiego. Mimo znacznego wzmocnienia, jakim było przybycie zgrupowania „Góry”, oddziały kampinoskie były jednak zbyt słabo uzbrojone i nieliczne, aby zdobyć silnie obsadzone i dobrze umocnione lotnisko. Pierwszy atak – przeprowadzony 1 sierpnia 1944 w godzinie „W” z udziałem zaledwie niepełnego batalionu piechoty – miał charakter wyłącznie demonstracyjny. Drugie natarcie, rozpoczęte przez główne siły rejonu wczesnym rankiem 2 sierpnia, zostało odparte po wielogodzinnej walce. W obu natarciach oddziały VIII Rejonu poniosły znaczne straty, sięgające łącznie 36 zabitych i 57 rannych. Zużyto znaczną część zapasów amunicji. Pierwsze niepowodzenia spowodowały także chwilowy spadek morale w polskich szeregach. Na wieść o porażce część nieuzbrojonych rezerwistów rozeszła się do domów.
Po nieudanym ataku na lotnisko bielańskie oddziały VIII Rejonu wycofały się w głąb Puszczy Kampinoskiej, tj. w rejon wsi Wiersze, Truskawka, Janówek, Krogulec. Tam już 2 sierpnia dołączyła do nich kompania AK z Wierszy pod dowództwem por. Franciszka Wiszniowskiego ps. „Jurek” (formalnie wchodziła ona w skład Podokręgu Zachodniego AK „Hajduki”). Ze względu na fakt, iż kpt. „Szymon” został ciężko ranny w czasie walk o lotnisko, bezpośrednie dowodzenie nad oddziałami w czasie akcji bojowej przejął por. „Góra”. 3 sierpnia na podstawie rozkazu „Szymona” utworzony został Pułk AK „Palmiry-Młociny”, w którego skład weszły „stare” oddziały VIII Rejonu oraz jednostki zgrupowania nalibockiego.

## Przebieg starcia
2 sierpnia we wsi Pociecha zatrzymała się dwunastoosobowa drużyna z kompanii por. Zygmunta Sokołowskiego ps. „Zetes”. Oddziałkiem dowodził kpr. Adam Gromadka ps. „Wilga”. Żołnierze spędzili noc we wsi, po czym późnym rankiem 3 sierpnia wyruszyli do Truskawki, gdzie stacjonowały główne siły ich macierzystej kompanii. Mijając krzyżówkę leśnych dróg prowadzących z Truskawia i Pociechy do Palmir, żołnierze „Wilgi” dostrzegli niemiecki patrol. Wkrótce okazało się, że jest to szpica niemieckiej kompanii maszerującej od strony Leszna w kierunku Palmir. Liczebność nieprzyjacielskiego oddziału oceniano na 180 żołnierzy. Niektórzy polscy autorzy przypuszczali, iż jego zadaniem było „oczyszczenie” Puszczy Kampinoskiej z oddziałów AK.
„Wilga” postanowił zmusić nieprzyjaciela do zmiany kierunku marszu i w konsekwencji naprowadzić go na główne siły polskiego zgrupowania. W tym celu jego drużyna przeszła w głąb lasu i zajęła pozycje obronne nieopodal miejsca, gdzie znajduje się obecnie cmentarz w Palmirach. Chcąc stworzyć wrażenie, iż polski oddział jest znacznie liczniejszy niż w rzeczywistości, żołnierze zajęli stanowiska na stosunkowo szerokim froncie. Fortel odniósł spodziewany skutek. Zbliżywszy się do polskich pozycji na odległość ok. 400 metrów, Niemcy nie podjęli walki, lecz zmienili kierunek marszu, skręcając na północ, w kierunku Truskawki (tj. w rejon stacjonowania głównych sił Pułku „Palmiry-Młociny”). „Wilga” i jego żołnierze ruszyli wówczas w ślad za nieprzyjacielskim oddziałem, ostrzeliwując jego tylną straż. Ich zamiarem było zaalarmowanie głównych sił pułku, a zarazem odwrócenie uwagi Niemców od czekającego na nich niebezpieczeństwa.
Zgodnie z przewidywaniami „Wilgi” strzelanina zaalarmowała oddziały polskiego zgrupowania. Stacjonujący najbliżej por. „Zetes” błyskawicznie rzucił do walki swoje trzy plutony. Wkrótce por. „Góra” wysłał mu na odsiecz dwie nalibockie kompanie piechoty – pierwszą pod dowództwem por. Franciszka Baumgarta ps. „Dan” oraz trzecią pod dowództwem sierż. Waleriana Żuchowicza ps. „Opończa”. 3 szwadron ułanów dowodzony przez wachm. pchor. Narcyza Kulikowskiego ps. „Sum” otrzymał rozkaz dokonania głębokiego obejścia nieprzyjacielskiego oddziału i wyjścia na jego tyły w rejonie wzgórza 95.
Starcie rozegrało się w niewielkim lesie na południe od Truskawki, porastającym liczne w tej okolicy wydmy. Od północy zaatakowały kompanie „Zetesa” i „Opończy”, podczas gdy od zachodu nacierała kompania „Dana”. Tej ostatniej towarzyszył osobiście por. „Góra”. Korzystając ze sprzyjającego terenu, Niemcy bronili się twardo i umiejętnie. Polscy oficerowie nie zdecydowali się na przeprowadzenie frontalnego uderzenia, gdyż groziłoby ono zbyt dużymi stratami. Postanowiono zamknąć nieprzyjaciela w kotle i wybić w walce ogniowej. Żołnierze AK posuwali się skokami od pagórka do pagórka, niekiedy zbliżając się do niemieckich pozycji na odległość rzutu granatem. Punkt zwrotny nastąpił, gdy na tyły nieprzyjaciela uderzyli spieszeni ułani wachm. „Suma”. Niemcy znaleźli się w potrzasku, lecz mimo beznadziejnego położenia nie złożyli broni, gdyż byli przekonani, iż partyzanci zabijają jeńców. Ostatecznie pod silnym ogniem Polaków niemiecka obrona załamała się, a żołnierze podjęli próbę ucieczki. Większość z nich została zabita lub wzięta do niewoli. Ocalało tylko kilkunastu Niemców, którym udało się niepostrzeżenie wymknąć z kotła pod osłoną rowu melioracyjnego, o którego istnieniu nie wiedzieli polscy żołnierze.

## Bilans
W wyniku boju pod Truskawką niemiecki oddział został niemal całkowicie zniszczony. Niemcy stracili ok. 70 zabitych, ok. 19 rannych oraz 15 wziętych do niewoli (wśród tych ostatnich było wielu Mazurów i Warmiaków). Polscy żołnierze zdobyli 1 rkm, 4 pistolety maszynowe, 30 karabinów, 10 pistoletów, dwa wozy ze 122 tys. sztuk amunicji oraz liczne granaty i wojskowe oporządzenie (m.in. buty, hełmy, ładownice, pasy, mundury). Ze względu na dużą liczbę zabitych Niemców, których ciała zasłały las, polscy żołnierze ochrzcili pole bitwy mianem „Psiego Pola” (aluzja do legendarnej bitwy z 1109 roku).
Rannych Niemców odesłano do szpitala w Laskach. Z kolei piętnastu jeńców por. „Góra” po krótkim namyśle postanowił wypuścić na wolność. Na drogę – podobnie jak jeńcom wziętym kilka dni wcześniej w Aleksandrowie – wypisano im „przepustki” w języku niemieckim o treści: Nach Berlin über Modlin, Bydgoszcz, Poznań (pol. „Do Berlina przez Modlin, Bydgoszcz, Poznań”).
W źródłach historycznych można znaleźć rozbieżne dane na temat strat poniesionych w tym starciu przez oddziały Pułku „Palmiry-Młociny”. Józef Krzyczkowski podawał, iż polskie straty zamknęły się liczbą siedmiu zabitych i dziesięciu rannych. Z kolei Jerzy Koszada twierdził, iż pod Truskawką poległo jedenastu żołnierzy AK, a kolejnych dziesięciu odniosło rany. W gronie poległych znalazł się najmłodszy żołnierz 1 kompanii nalibockiej, 15-letni strz. Bogusław Grygorcewicz ps. „Mały”/„Orlik” (zmarł z ran w szpitalu w Laskach).
Tego samego dnia, gdy pod Truskawką rozbito niemiecką kompanię, ułani z 2 szwadronu dowodzonego przez wachm. Józefa Niedźwieckiego ps. „Szary” stoczyli zwycięską potyczkę z kilkunastoosobowym oddziałem Wehrmachtu, który dokonywał rekwizycji żywności w kampinoskich wsiach. Zdobyto niemiecki samochód ciężarowy, zniszczono drugi, a także zdobyto dziesięć karabinów, dwa pistolety maszynowe, amunicję i granaty. Ocalało tylko kilku nieprzyjacielskich żołnierzy. Oba zwycięstwa znacząco poprawiły nastroje w kampinoskich oddziałach AK, nadwątlone wcześniejszą porażką w natarciach na lotnisko bielańskie.